# La cura per me
La cura per me è un singolo della cantautrice italiana Giorgia, pubblicato il 12 febbraio 2025.
Il brano è stato presentato dall'artista in occasione della sua partecipazione alla 75ª edizione del Festival di Sanremo, dove si è classificato al sesto posto ed è stato riconosciuto col premio TIM.

## Antefatti e descrizione
Successivamente al ritorno sulle scene musicali con l'undicesimo progetto discografico Blu nel 2023, promosso dal singolo Parole dette male presentato in gara al 73º Festival di Sanremo, Giorgia ha pubblicato il singolo Niente di male nel 2024, affermando di essere al lavoro su nuovi brani ma senza un progetto discografico definitivo.

Il brano, scritto dalla stessa Giorgia insieme a Blanco e da Michelangelo, è stato descritto dalla cantante in un'intervista a Il Fatto Quotidiano:

## Accoglienza
La cura per me è stato accolto con recensioni favorevoli da parte della critica specializzata.
Andrea Laffranchi del Corriere della Sera scrive che le sonorità della melodia «sono il terreno adatto per mettere in risalto le capacità interpretative di Giorgia», che richiamano quelle adottate da Lucio Dalla.
Gianni Sibilla di Rockol associa il brano a Brividi e Due vite, descrivendola come  «una ballata che parte minimale piano e voce per esaltare la voce di Giorgia» che prosegue su di un ritornello che «le permette di volare, con un finale con un bel cambiamento di ritmo».
Alvise Salerno di All Music Italia scrive che sebbene la scrittura di Blanco sia «presente e pressante», Giorgia «ha un’identità e una forza tale da non lasciare prevaricare le classiche caratteristiche» dell'autore.
Filippo Ferrari di Rolling Stone Italia riporta che la canzone si imposti su una produzione «asciutta» che è volta a esaltare la voce della cantante.
Roberta Marchetti di Today afferma che il brano sia «difficilissimo» vocalmente, mentre musicalmente presenta «contaminazioni musicali che la rendono molto originale», associandola a Parole dette male.

## Video musicale
Il video musicale è stato pubblicato in concomitanza all'uscita del brano attraverso il canale YouTube della cantautrice, ed è diventato il secondo videoclip più visto della cantante sulla piattaforma.

## Tracce
Testi di Giorgia Todrani, Riccardo Fabbriconi e Michele Zocca, musiche di Riccardo Fabbriconi e Michele Zocca.
1. La cura per me – 3:35

## Successo commerciale
La cura per me, che ha trovato viralità anche su TikTok, è stato il brano di un'artista donna più riprodotto tra quelli in gara al Festival di Sanremo durante la prima giornata di disponibilità su Spotify, raccogliendo oltre 1 250 000 stream nel Paese. Ha poi esordito alla quarta posizione della Top Singoli con due giorni di vendite conteggiate, risultando anche in questa occasione quello di una donna meglio posizionato e segnando il miglior posizionamento della cantante da Come neve del 2017. La settimana successiva ha raggiunto il podio della classifica, per poi scalarlo fino al 2º posto, rimanendo indietro soltanto alla canzone vincitrice della manifestazione, Balorda nostalgia di Olly e Jvli, e qui ci rimase per 6 settimane consecutive.
La cura per me, secondo il consumo di musica rilevato da Luminate Data, è stato il brano femminile più popolare del Festival di Sanremo a livello globale nella pubblicazione del 1º marzo 2025 di Billboard, comparendo all'interno della top 200 della hit parade.

## Classifiche
| Classifica (2025)     | Posizione massima |
| --------------------- | ----------------- |
| Italia                | 2                 |
| Croazia               | 84                |
| Svizzera              | 17                |
| Global 200            | 193               |
| Global 200 (excl. US) | 85                |

## Date di pubblicazione
| Paese  | Data             | Formato                      | Etichetta  | Nota   |
| ------ | ---------------- | ---------------------------- | ---------- | ------ |
| Mondo  | 12 febbraio 2025 | Download digitale, streaming | Epic       | [ 36 ] |
| Italia | 12 febbraio 2025 | Contemporary hit radio       | Sony Italy | [ 37 ] |
| Italia | 14 febbraio 2025 | 7"                           | Epic       | [ 38 ] |

## Riconoscimenti
- Festival di Sanremo
  - 2025 – Premio TIM[5]
- RTL 102.5
  - 2025 – Premio #RadioFestival per il brano più radiofonico[39]